# Max Gruschwitz
Max Gruschwitz (* 9. Oktober 1892 in Breslau; † wahrscheinlich zwischen 1942 und 1944) war ein deutscher Journalist und politischer Aktivist.

## Leben und Tätigkeit

### Frühes Leben (1892–1933)
Gruschwitz war ein Sohn des Kaufmanns Max Gruschwitz und seine Ehefrau Emma, geborene Barth. Nach der Teilnahme am Ersten Weltkrieg begann Gruschwitz sich politisch zu betätigen: Er gehörte zuerst der USPD an, später wechselte er in die Kommunistische Partei Deutschlands. In dieser übernahm er Funktionärsaufgaben als Parteisekretär und Bezirksleiter in Breslau.
Anfang der 1930er Jahre fand Gruschwitz Anschluss an die Schwarze Front, eine Abspaltung von der NSDAP um Otto Strasser, die stärker sozialistische Akzente setzte, als die NSDAP. In dieser wurde er schließlich Landesleiter Schlesien und Schriftleiter der Zeitschrift Tribüne, einem der wichtigsten publizistischen Organe der Schwarzen Front.

### Tätigkeit in der Emigration zwischen 1933 und 1939
Als nach dem Machtergreifung der Nationalsozialisten die Schwarze Front systematisch verfolgt wurde, ging Gruschwitz mit seiner Ehefrau in die Emigration nach Österreich. In den folgenden Jahren engagierte er sich von Wien aus publizistisch gegen den Nationalsozialismus. So schrieb er – zum Teil unter Verwendung des Pseudonyms Brutus – für die Zeitschriften Deutsche Zukunft, Wiener Zeitung und Freiheit. Zudem arbeitete er im Bundes-Kommissariat für Propaganda unter Richard Steidle mit und steuerte Beiträge mit entsprechender Tendenz für den österreichischen Rundfunk mit.
In aktivistischer Weise betätigte Gruschwitz sich, indem er an Plänen für ein Attentat auf Heinrich Himmler anlässlich von dessen erstem Besuch in Rom mitwirkte: Konkret bot Gruschwitz durch Mittelsleute einigen oppositionellen Generälen in Berlin an, ein solches Attentat auf den SS-Chef während seines Aufenthaltes in Italien zu organisieren. Bestimmend war für ihn hierbei – außer dem Ziel, Himmler als persönlichen Feind zu treffen – vor allem als Hintergedanke, die sich damals anbahnende Annäherung von Deutschland und Italien durch die Inszenierung eines solchen internationalen Zwischenfalls nachhaltig zu stören, um Spannungen zwischen beiden Ländern herbeizuführen und die bis 1936/1937 vorhandene relative Distanz beider Regime zueinander zu verstärken. Insbesondere war geplant, dass Italien seine Rolle als Garant der Unabhängigkeit der Republik Österreich, die es seit dem Machtantritt Mussolinis eingenommen hatte, beibehalten und weiterhin als Schutzmacht des kleinen Landes fungieren sollte.
Nach dem Anschluss Österreichs an den NS-Staat im Jahr 1938 floh Gruschwitz in die Tschechoslowakei, wo er in Prag lebte. Nach der deutschen Zerschlagung der Tschechoslowakei ging er 1939 nach Frankreich und arbeitete dort für den französischen Geheimdienst Deuxiéme Bureau in Paris.
Von den nationalsozialistischen Polizeiorganen wurde Gruschwitz als Staatsfeind eingestuft: Am 13. Juni 1935 wurde er aus Deutschland ausgebürgert. Anfang 1940 wurde er vom Reichssicherheitshauptamt – das ihn irrtümlich in Großbritannien vermutete – auf die Sonderfahndungsliste G.B. gesetzt, ein Verzeichnis von Personen, die im Falle einer erfolgreichen deutschen Invasion Großbritanniens durch die Sonderkommandos der SS-Einsatzgruppen mit besonderer Priorität ausfindig gemacht und verhaftet werden sollten.
Nach der Kapitulation Frankreichs und der Besetzung von Paris vollzog Gruschwitz – zumindest äußerlich – eine politische Kehrtwende: Er schrieb 1941 einen Brief an Adolf Hitler, in dem er sein vorbehaltloses Einschwenken auf die nationalsozialistische Linie gelobte. Elfriede Seefried verweist in diesem Zusammenhang darauf, dass Gruschwitz schon in Wien in erkennbarer Weise zwischen Widerstand und Annäherung an das Dritte Reich oszilliert habe. Den Brief an Hitler kennzeichnet sie als einen „Ergebenheitsbrief“, in dem Gruschwitz erklärt habe, dass ihm mit der Mobilmachung „seine wahre Loyalität zum Vaterland und zum ‚Führer‘ bewusst“ geworden sei. Auch bat er – „mit tiefster Reue“ ob seiner Verirrung und voll „Ekel“ über das „Juden- und Freimaurergesindel“ in der Emigration – Hitler um Großmut und die Möglichkeit, für das „Vaterland“ zu wirken.
Im Anschluss an seinen Brief an Hitler bemühte Gruschwitz sich, die Erlaubnis zur Rückkehr nach Deutschland zu erlangen. Auf Veranlassung der SS bat der Rückführungsbeauftragte der deutsch-französischen Waffenstillstandskommission in Toulouse Gruschwitz nach Paris. Nachdem dieser der Aufforderung folgte, wurde er 1942 verhaftet. Zu diesem Zeitpunkt verliert sich seine Spur. In der Literatur wird zumeist angenommen, dass er um 1942/1943 von der Gestapo ermordet wurde.